# Plectrocnemia macilenta
Plectrocnemia macilenta is een fossiele soort schietmot uit de familie Polycentropodidae.